# Rの異常な愛情
Rの異常な愛情（アールのいじょうなあいじょう）は、2019年に上梓されたR-指定の書籍である。

## 概要
日本のラッパーであるR-指定の初となる書籍である。内容は2018年から開催された同名のトークイベントを1冊にまとめたものとなっており、R-指定が影響の受けた各ラッパーの名盤、リリック、スキルを妄想、分析して解説している。聞き手及び構成は高木"JET"晋一郎が担当し、本の帯には般若がコメントを寄稿している。また、書籍内ではMummy-Dとのエクスクルーシブ対談も収録されている。